# Mesosemia eugenea
Mesosemia eugenea är en fjärilsart som beskrevs av Hans Ferdinand Emil Julius Stichel 1910. Mesosemia eugenea ingår i släktet Mesosemia och familjen Riodinidae. Inga underarter finns listade i Catalogue of Life.